# Thesium gnidiaceum
Thesium gnidiaceum är en sandelträdsväxtart som beskrevs av A. Dc.. Thesium gnidiaceum ingår i släktet spindelörter, och familjen sandelträdsväxter. Utöver nominatformen finns också underarten T. g. zeyheri.